# Christian Jankowski
Christian Jankowski (Göttingen, Alemanya, 1968) és un artista multimèdia contemporani que treballa principalment en vídeo, instal·lacions artístiques i fotografia.
Ha creat diverses intervencions televisives, entre elles Telemistica (1999), en la qual pregunta a futuròlegs televisius italians si la seva nova obra d'art tindrà èxit (el vídeo que va crear realment va consistir en l'enregistrament de les respostes dels futuròlegs), i The Holy Artwork (2001), on col·laborava amb un telepredicador.
A This I Played Tomorrow (2003), una obra de dues parts, en la primera entrevista un grup d'actors aficionats i gent del carrer, a la porta dels estudis de cinema Cinecittà de Roma, interrogant-los sobre les seves aspiracions artístiques i si els agradaria fer cinema. La segona part és una pel·lícula que ell mateix va escriure a partir de les respostes de la gent, i va filmar convidant les persones entrevistades a participar-hi com a actors.
La seva obra Living Sculptures, exposada el 2007 a la Rambla de Barcelona, consisteix en tres escultures fetes prenent com a motlle estàtues vivents de les que tradicionalment actuen en aquest carrer.

## Obres destacades
- My Life as a Dove (1996)
- Let's get physical/digital (1997-1998)
- Telemistica (1999)
- The Holy Artwork (2001)
- This I Played Tomorrow (2003)
- Living Sculptures (2007)